# Dillion Harper
Dillion Harper, eg. Kelsey Hayes, född 27 september 1991 i Jupiter, Florida, USA, är en amerikansk porrskådespelare och modell.

## Karriär
Harper studerade tandhygien innan hon började i erotikbranschen. Hon började som nakenmodell för olika tidningar, inklusive Penthouse. Hon började göra porr 2012. 2013 var Harper omslagsflicka för tidningen Hustler och 2014 nominerades hon till AVN Best New Starlet Award.

## Filmografi i urval
- 2012: Big Dick for a Cutie 2
- 2012: Big Mouthfuls 17
- 2012: Dillion Harper Live
- 2012: Eye Fucked Them All 2
- 2012: Great Cum Swallower
- 2013: Tanlines 4
- 2013: Erotic Massage Stories 2
- 2013: Bad Lesbians
- 2013: Cheating Wives Caught 1
- 2013: College Guide to Female Orgasms
- 2013: Dillion Harper Solo
- 2013: Hand Jobs And Hotties
- 2014: Brand New Girls
- 2014: Girl Next Door Likes It Dirty 1
- 2014: Overbooked
- 2015: Brandi's Girls
- 2015: Dillion Harper and Cherie Deville in 'MILF Teen Cum Swap'
- 2015: Dillion Gets Her Pussy Wet
- 2015: Dillion Harper Solo Masturbation
- 2015: Helping Hand (III)
- 2015: Masseuse in Training
- 2015: Moms Bang Teens 11
- 2016: 2 Cute 4 Porn 3
- 2016: She's So Small 7
- 2016: Three-Way Mistress
- 2016: Babes Illustrated: She Loves Big Boobs
- 2017: Cum On My Beautiful Tits Live
- 2017: Lesbian Workout Stories: Going Hard
- 2017: Letting Her Fingers Work Their Magic
- 2018: Loving Her Glass Dildo
- 2018: Outside Masturbation
- 2019: Intimately with Dillion Harper
- 2020: American Daydreams 20

## Priser och utmärkelser
| År   | Utmärkelse       | Kategori                             | Film      | Resultat                          |
| ---- | ---------------- | ------------------------------------ | --------- | --------------------------------- |
| 2013 | Sex Award        | Hottest New Girl                     |           | Nominerad                         |
| 2014 | NightMoves Award | Miss Congeniality                    | Vann      |                                   |
| 2014 | Spank Bank Award | Most Adorable Slut                   | Nominerad |                                   |
| 2014 | Spank Bank Award | Porn's Next "It" Girl                | Nominerad |                                   |
| 2014 | Spank Bank Award | Prettiest Girl In Porn               | Nominerad |                                   |
| 2014 | XRCO Award       | New Starlet of the Year              | Nominerad |                                   |
| 2014 | XRCO Award       | Cream Dream of the Year              | Nominerad |                                   |
| 2014 | XBIZ Award       | Best New Starlet                     | Nominerad |                                   |
| 2014 | AVN Award        | Best New Starlet                     | Nominerad |                                   |
| 2014 | AVN Award        | Best Group Sex Scene                 | Nominerad | Manuel Ferrara's Reverse Gangbang |
| 2014 | AVN Award        | Best Boy/Girl Sex Scene              | Nominerad | Wet Dreams                        |
| 2015 | AVN Award        | Best POV Sex Scene                   | Nominerad | Tanlines 4                        |
| 2015 | AVN Award        | Best Group Sex Scene                 | Nominerad | Private Lives                     |
| 2015 | AVN Award        | Fan Award: Favorite Female Porn Star | Nominerad |                                   |
| 2015 | Spank Bank Award | Most Adorable Slut                   | Nominerad |                                   |
| 2015 | Spank Bank Award | Prettiest Girl In Porn               | Nominerad |                                   |
| 2015 | Spank Bank Award | The Girl Next Door ... Only Better   | Nominerad |                                   |
| 2015 | XBIZ Award       | Best Scene - Vignette Release        | Nominerad | Young Girl Seduction 2            |
| 2016 | AVN Award        | Best POV Sex Scene                   | Nominerad | Girlfriend Experience 2           |
| 2016 | AVN Award        | Fan Award: Biggest Web Celebrity     | Nominerad |                                   |
| 2016 | AVN Award        | Fan Award: Best Boobs                | Nominerad |                                   |
| 2016 | AVN Award        | Fan Award: Most Epic Ass             | Nominerad |                                   |
| 2016 | Spank Bank Award | America's Porn Sweetheart            | Nominerad |                                   |
| 2016 | Spank Bank Award | Most Adorable Slut                   | Nominerad |                                   |
| 2016 | Spank Bank Award | The Girl Next Door ... Only Better   | Nominerad |                                   |